# Bernard Vanden Berghe
Bernard Vanden Berghe  was een Belgisch priester van de Rooms-Katholieke Kerk. Hij was kanunnik en pauselijk huisprelaat. Hij bereikte de leeftijd van 102 jaar.

## Levensloop
Bernard Vanden Berghe volbracht de volgende studies: 
- filosofie en theologie aan het Grootseminarie van Mechelen (1934-1935) waarna hij priester werd gewijd op 15 juni 1935;
- kandidaat wijsbegeerte en letteren (klassieke filologie) aan de Katholieke Universiteit Leuven (1935-1937).

Hij diende onder drie kardinaal-aartsbisschoppen: Jozef-Ernest van Roey, Leo-Jozef Suenens en Godfried Danneels. Hij bekleedde achtereenvolgens de volgende functies of ambten, over een periode van vijfenzestig jaar:
- leraar aan het Sint-Pieterscollege (Leuven)  (1937-1939);
- directeur aan het Heilig-Hartcollege (Ganshoren) (1939-1949);
- pastoor van de Nationale Basiliek van het Heilig Hart in Koekelberg (1949-1966);
- medeverantwoordelijke voor de  Christi-Gloriosikerk[2], in Civitas Dei [3] het paviljoen van het Vaticaan op Expo 58;[4]
- deken van het dekenaat Koekelberg (1963-1966);
- adjunct van de vicaris-generaal, vicariaat Brussel (1963-1982);
- pastoor van de Brusselse Kathedraal van Sint-Michiel en Sint-Goedele (1966- 1992);
- deken van het dekenaat Brussel (1966-1992);
- zonedeken Brussel-Centrum (1966-1992);
- pastoor van de Sint-Niklaaskerk (Brussel) (1967- 1992) en de Onze-Lieve-Vrouw van Finisterraekerk in Brussel (1971-1992);
- parochieadministrator in Brussel, Sint-Jacob-op-Koudenberg (1978-1992);
- verantwoordelijke van de ploeg van de pastorale sector Sint-Gorik (1990-1992);
- verantwoordelijke pastoraal voor toerisme in het vicariaat Brussel (1992-2002).

## Stichter Heilig-Hartcollege (Ganshoren)
In 1939 kreeg hij de opdracht een nieuw bisschoppelijk college te stichten in de gebouwen van de voorlopige Nationale Basiliek van het Heilig Hart van Koekelberg gelegen in Ganshoren, met de toepasselijke naam Heilig-Hartcollege. Toen vond hij zichzelf met zijn 27 jaar te jong, maar daar had kardinaal van Roey geen oren naar.
Hij slaagde er in enkele maanden in om het gebouw, dat vroeger een kerk en klooster omvatte, geschikt te maken voor een school met o.a. klaslokalen en een speelplaats. 
Ondanks de moeilijke oorlogsjaren, slaagde hij erin het college en de eraan verbonden Nederlands- en Franstalige voorbereidende afdelingen te doen uitgroeien tot een succesvolle school.

## Basiliek van Koekelberg

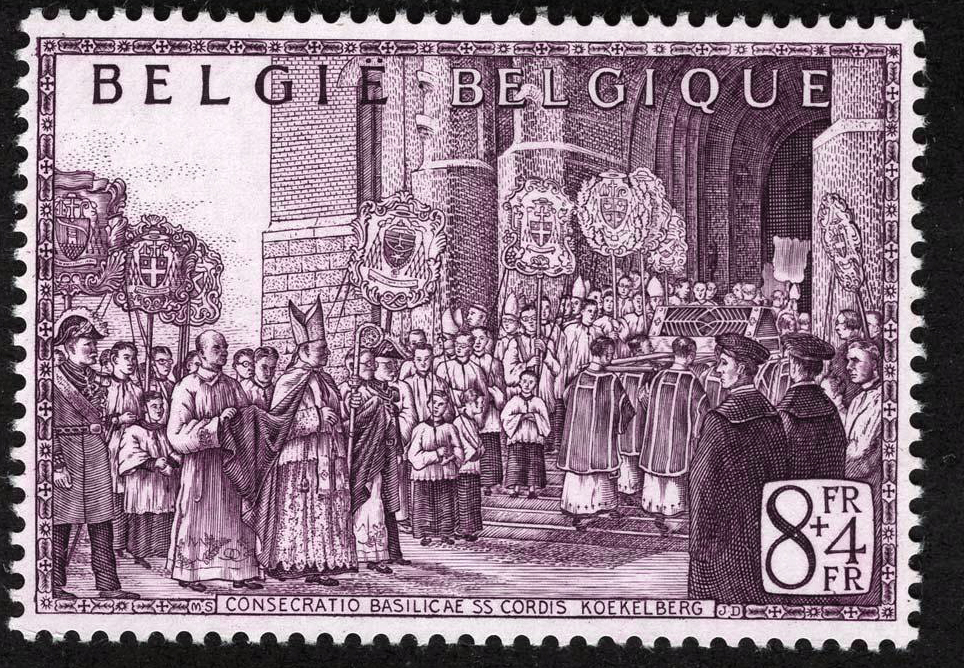
Herdenkingszegel van de inwijding van de Basiliek van Koekelberg op 14 oktober 1951. E.H. B. Vanden Berghe houdt de rechterzijde van de mantel van kardinaal Van Roey vast.

Hij was gedurende zeventien jaar pastoor van de nationale basiliek van Koekelberg. Het was een levendige en vooruitstrevende kerkgemeenschap in de aanlooptijd van het Tweede Vaticaans Concilie. Hij bekleedde dit ambt toen de basiliek op 14 oktober 1951 plechtig werd ingewijd door kardinaal Jozef Van Roey en het voltallig Belgische episcopaat.

## Kathedraal van Sint-Michiel en Sint-Goedele
Als pastoor van de kathedraal was Bernard Vanden Berghe onder meer verantwoordelijk voor de organisatie van de jaarlijkse plechtigheden van het Te Deum op de Nationale feestdag van België die wordt bijgewoond door de koning en andere leden van de Belgische koninklijke familie evenals op de Koningsdag.  
Als adjunct van de vicaris-generaal voor Brussel kreeg Vanden Berghe te maken met de spirituele armoede en vereenzaming van een zeer gemengde bevolking. Geïnspireerd door de principes van het Tweede Vaticaans Concilie, ging hij zich in deze stad bezighouden met de verschillende domeinen van de pastorale werking.
Als perfect tweetalige was hij de grondlegger van de Nederlandstalige pastoraal in Brussel en stichtte hij de Pastorale Raad voor Brussel-Nederlands. Ook was hij een belangrijk pleitbezorger van de oecumene en lag hij aan de basis van het Interkerkelijk Comité voor Brussel, dat zich als doel stelt te streven naar openheid en het samenbrengen van de verschillende culturele gemeenschappen van Brussel. 
Hij nam ook het initiatief voor hoogwaardige liturgische vieringen met koren uit binnen en buitenland in de kathedraal.
Hij stimuleerde eveneens het op 6 december 1971 door hem, samen met Herman Servotte en Marie-Rose De Give opgerichte  project Open Deur, een centrum voor eerstelijnshulp voor mensen met levensvragen, met een vertaaldienst voor migranten.
Onder zijn impuls was er veel mogelijk  In 1973 kwam er een mobiel Positief (orgel), in 1977 een koororgel. De organist-titularis Jozef Sluys organiseerde daar in 1979, ter gelegenheid van het millennium van de stad Brussel, een eerste Internationale Orgelweek.
Op 17 februari 1978  werd een nieuw centrum, El Kalima, opgericht teneinde te kunnen antwoorden op vragen om informatie over de islam , over de dialoog tussen christenen en moslims en over het samenleven tussen deze godsdiensten.
In 1980 startte hij de vzw Kerk en Toerisme (nu Christelijk Dienstbetoon in Toerisme Brussel, of CDTB). Het initiatief werd uitgebreid tot andere kerken in de stad zoals de Sint-Niklaaskerk, de Kapellekerk, de Goede Bijstandskerk en de Begijnhofkerk. De laatste jaren voor zijn pensioen engageerde hij zich in de pastoraal voor toerisme, de seniorenpastoraal en de gezinspastoraal.

## Honderdjarige
Op 1 december 2012 werd zijn honderdste verjaardag gevierd in de Kathedraal van Sint-Michiel en Sint-Goedele in de aanwezigheid van kardinaal Godfried Danneels, van aartsbisschop André Léonard, van Jean Kockerols, hulpbisschop van het aartsbisdom Mechelen-Brussel. Kardinaal Danneels concelebreerde er een schare priesters uit Brussel.
Voormalig kathedraalorganist Jozef Sluys bedankte hem voor zijn inzet om de orgelcultuur te stimuleren door een stuk te spelen op
het koororgel dat monseigneur Vanden Berghe liet bouwen: Allein zu dir, Herr Jesu Christ van Johann Pachelbel.

## Afscheidsviering
Volgens zijn laatste wens had de viering plaats in de kathedraal waar hij zelf zesentwintig jaar lang pastoor-deken was
geweest. Dat geschiedde op 26 Mei 2015.

Tien jaar voor zijn dood schreef hij een lange afscheidsbrief daarin overheersen gevoelens van dankbaarheid. "Ik heb het steeds gezegd en herhaal het graag: ik ben een gelukkige mens en priester geweest, en dat gedurende heel mijn leven. Dat is een uitzonderlijke genade. Ik dank de Heer."

## Titels
- Erekanunnik van het Sint-Romboutskapittel in Mechelen (23 augustus 1950)
- Pauselijk huisprelaat (5 december 1966)